# Параччани, Урбано
Урбано Параччани (итал. Urbano Paracciani; 8 февраля 1715, Рим, Папская область — 2 января 1777, Фермо, Папская область) — итальянский кардинал, доктор обоих прав. Архиепископ Фермо с 9 июля 1764 по 25 мая 1767. Кардинал-священник с 26 сентября 1766, с титулом церкви Сан-Каллисто с 15 июня 1767.